# Поддуб'є (Ретюнське сільське поселення)
Поддуб'є (рос. Поддубье) — присілок у Лузькому районі Ленінградської області Російської Федерації.
Населення становить 6 осіб. Належить до муніципального утворення Ретюнське сільське поселення.

## Історія
Згідно із законом від 28 вересня 2004 року № 65-оз належить до муніципального утворення Ретюнське сільське поселення.

## Населення
| 1838 | 1862 | 1885 | 1928 | 1958 | 1997 | 2007 |
| ---- | ---- | ---- | ---- | ---- | ---- | ---- |
| 151  | ↗185 | ↗222 | ↗250 | ↘68  | ↘56  | ↘53  |
| 2010 |      |      |      |      |      |      |
| ↘6   |      |      |      |      |      |      |